# Cancel culture

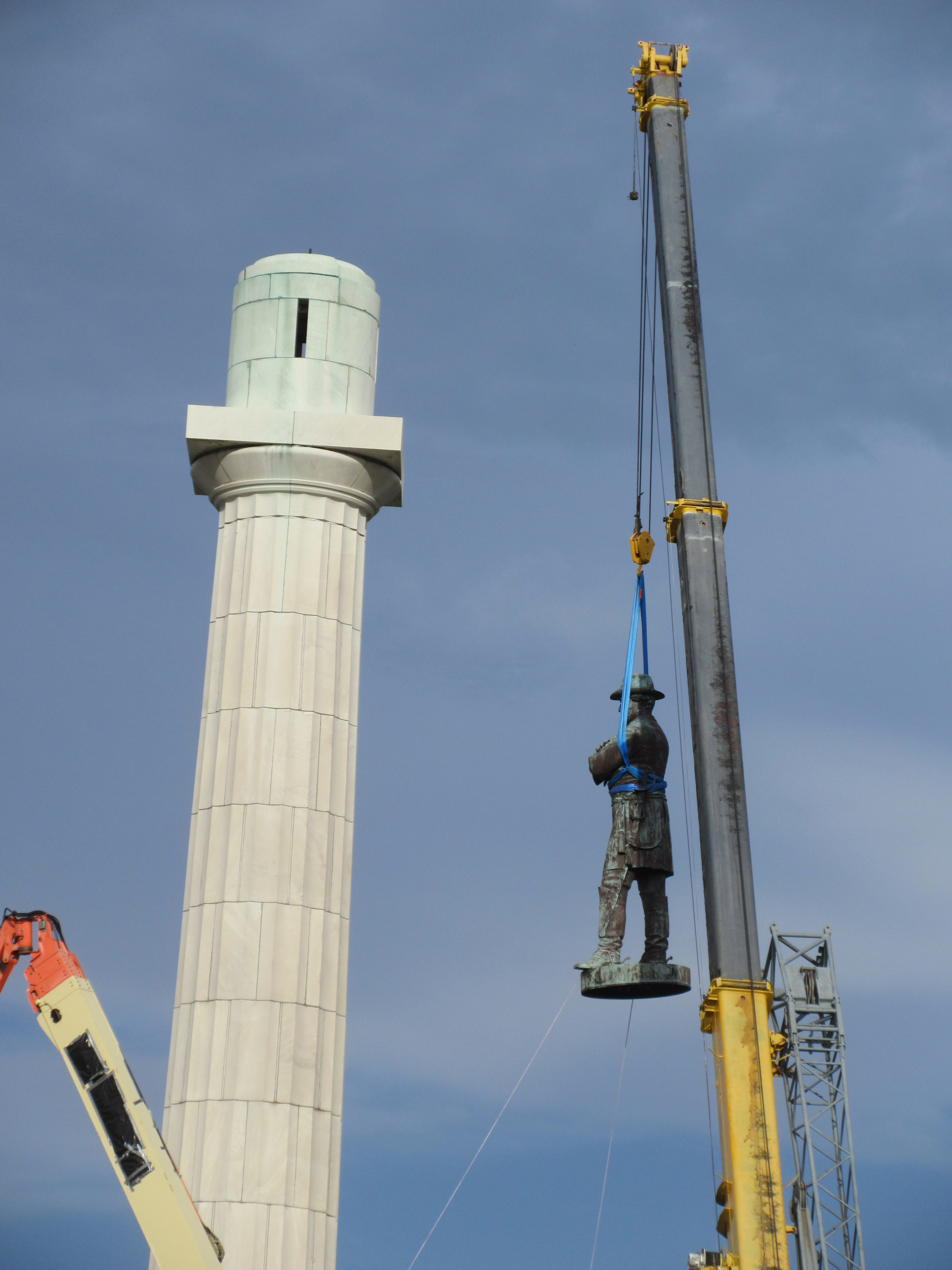
Esempio di cancel culture: la rimozione della statua del generale confederato Robert Edward Lee a New Orleans, 19 maggio 2017.

La locuzione cancel culture (in italiano, letteralmente, cultura della cancellazione, reso a volte impropriamente come "cultura del boicottaggio") è usata per indicare una forma moderna di ostracismo e iconoclastia. 
Essa si esplica attraverso indignate proteste contro persone (celebrità in particolare), aziende, personaggi storici e monumenti il cui scopo è provocarne la rimozione dalla vita, dagli spazi o dal dibattito pubblico: se applicata a un individuo vivente, l'estromissione avviene in rapporto alle cerchie sociali o professionali da lui frequentate, sia online sui social media, che nel mondo reale, o in entrambi, con ricadute anche nella vita lavorativa.
Le medesime dinamiche applicate invece a personaggi storici, monumenti, opere d'arte ed altri ambiti culturali vengono invece a volte chiamate cultura della cancellazione o "dell'annullamento", con un'inversione dei termini nella traduzione italiana il cui scopo è evidenziare gli aspetti iconoclasti e di guerra culturale del fenomeno. 

## Caratteristiche
Nel 2020 il semiologo Noam Chomsky ha riconosciuto l'esistenza della cultura della cancellazione, contrapponendovisi; egli l'ha descritta come la prosecuzione - con i mezzi offerti dalla modernità - delle metodologie con cui le istituzioni mediatiche tradizionalmente modellano l’opinione di massa ("sugli obiettivi della politica estera americana, mettendo a tacere i dissidenti che parlano apertamente", ovvero mediante il mainstream che fabbrica aziendalmente il consenso intorno a "libri ... editori, distruggendo carriere accademiche, mettendo a tacere le voci che non piacciono"). Qui la peculiarità, rispetto alla manipolazione dell'informazione, nasce però dal fatto che l'ostracismo proverrebbe "dal basso", da iniziative volontarie assunte da gruppi di persone socialmente o politicamente impegnate.
Anche tra chi ne riconosce l'esistenza, tuttavia, vi sono difformità di valutazione: la messa in discussione delle ingiustizie veicolate dall'ordine sociale ereditato dal passato, comportando l'abbattimento di statue e lo sfatamento di miti, è secondo alcuni "valorizzata quando si colloca nel prima o nell'altrove, ma è screditata come un pericoloso eccesso quando riguarda il qui e ora". Secondo altri, invece, "la sconnessione dal quadro ordinario del dibattito delle idee, che notoriamente impone la critica delle fonti e la possibilità di riconoscere un errore", grazie ai mass media (ed ai social media) offre una possibilità maggiore di diffusione di fatti non verificati, inquinando il dibattito pubblico anche e soprattutto rispetto alle risultanze scientifiche consolidate. Inoltre, alcuni riconducono l'origine del termine al discorso online afroamericano, quando originariamente il modo di dire "cancellare [qualcuno]" si riferiva alla rimozione dal proprio feed di una persona per delusione riguardo a ciò che aveva detto o fatto: l'espressione è stata poi "presa" da giornalisti e politici e trasformata nel suo significato. 

### Valore euristico
In Italia la locuzione è utilizzata per lo più come "termine ombrello in cui sono ricadute l'iconoclastia, la censura preventiva degli editori, le polemiche sulle favole", eccetera. Per converso, chi ne contesta il valore euristico sostiene che il sintagma "cancel culture" rende più difficili le conversazioni complesse, raggruppando varie situazioni sotto un unico termine.

### Differenze
Si differenzia dalla call-out culture (call-out significa "richiamare") perché, in questo caso, l'azione di pubblica stigmatizzazione si limita a chiedere le pubbliche "scuse" e il "ravvedimento" della persona o dell'azienda colpita per fatti o espressioni ritenute "offensive" di cui è accusato.
Si differenzia altresì dalla damnatio memoriae perché non deriva da una imposizione dei poteri pubblici dotati di coercitività, ma da comunità che operano secondo il principio dell'"economia dell'attenzione": esso prevede che "quando privi qualcuno della tua attenzione, lo stai privando di un sostentamento". In ogni caso, la dottrina evidenzia come queste scelte - quando impattano sul diritto all’accesso all’informazione - "ledano il principio di tolleranza, pietra miliare di tutti gli Stati democratici".

## Storia dell'uso del termine
Il termine si è diffuso a partire dal 2017 dal cosiddetto Black Twitter, una comunità informale su Twitter composta per lo più da utenti afroamericani, attiva da almeno il 2009 e che trae le sue origini dal Movimento Me Too del 2017. Tale termine definiva inizialmente lo "smettere di dare supporto a una determinata persona" con mezzi come il "boicottaggio" o la "mancata promozione" delle sue attività. Ciò nel tentativo di danneggiare anche economicamente quella persona, giudicata moralmente o socialmente deprecabile.
Fra giugno e luglio 2020 prima il senatore repubblicano Tom Cotton, poi il presidente degli Stati Uniti Donald Trump hanno accostato la cultura della cancellazione alle conseguenze del movimento Black Lives Matter sulla coscienza storica americana.
Di conseguenza la locuzione si è rapidamente estesa a tutti quegli ambiti di revisionismo e moderna iconoclastia che chiedono a vario titolo la rimozione di monumenti, riconoscimenti e toponomastica e in generale all'azione del politicamente corretto.
Dopo la morte di George Floyd, avvenuta il 25 maggio 2020 durante l'arresto da parte della polizia di Minneapolis, si sono registrati (particolarmente negli Stati Uniti e nel Regno Unito) numerosi episodi di iconoclastia volti a rimuovere statue o monumenti considerati simboli di un passato razzista e schiavista. In controtendenza, il 7 luglio 2020 circa 150 intellettuali (tra cui Noam Chomsky, J.K. Rowling, Salman Rushdie, Margaret Atwood e Francis Fukuyama) hanno pubblicato su Harper's Magazine una lettera aperta (A Letter On Justice And Open Debate) per lanciare un avvertimento sui pericoli di "una nuova serie di standard morali e schieramenti politici che tendono a indebolire il dibattito aperto in favore del conformismo ideologico". La lettera ha sollevato diverse critiche da sinistra, fra le quali un'altra lettera aperta dal titolo A More Specific Letter on Justice and Open Debate.
Il 27 dicembre 2020 un articolo sul Wall Street Journal riportava alcuni casi di grandi classici letterari avversati dal movimento #DisruptTexts: fra questi l'Odissea di Omero e La lettera scarlatta di Nathaniel Hawthorne. 
Tuttavia, l'articolo è stato criticato dagli stessi sostenitori di #DisruptTexts, che hanno respinto le accuse dichiarandosi contro qualsiasi tipo di censura.
Il 31 dicembre 2020, il musicista australiano Nick Cave ha identificato la cancel culture come "opposto della pietà" e degenerazione del politicamente corretto, divenuto "la più infelice religione del mondo".

## Il dibattito contemporaneo

### Una forma "volontaria" di ostracismo
La denuncia della cultura della cancellazione viene contrastata da chi giudica il termine stesso come sproporzionato all'effettiva portata dei fenomeni descritti: secondo i critici del concetto di cancel culture non si sarebbero registrati casi effettivi di cancellazione di opere, né censure di artisti, intellettuali, autori, che possano essere oggettivamente attribuiti a una presunta “cultura” o fenomeno univoco e riconoscibile come tale.
A sostegno di queste tesi, chi contesta l'esistenza del fenomeno della cancel culture fa notare come ogni caso di cultura della cancellazione possa essere considerato una del tutto ordinaria critica o applicazione di scelte editoriali eseguita da soggetti privati. Quest'ultimo elemento è anche il principale argomento per chi condanna questo fenomeno, ovvero uno sproporzionato potere decisionale di piattaforme o enti privati sulla effettiva possibilità di comunicare, esprimersi o diffondere idee. In molte situazioni viene indicata come "cancel culture" anche la demonetizzazione di voci difformi dalle politiche della piattaforma social ospitante.
L'espressione cultura della cancellazione ha infatti connotati per lo più negativi e viene comunemente usata nei dibattiti che sostengono presunte minacce alla libertà d'espressione in nome del cosiddetto politicamente corretto. Tuttavia spesso si tratta solo di minacce ipotetiche, spesso a opere o artisti regolarmente pubblicati e attivi. La misura di stigmatizzazione viene utilizzata relativamente a figure pubbliche, ma anche aziende e film, dopo che hanno fatto o detto qualcosa considerato discutibile o offensivo, in forma di protesta e boicottaggio, e dunque non in forma di effettiva “cancellazione”.
Talvolta viene utilizzata relativamente a figure pubbliche, ma anche aziende e film, dopo che hanno fatto o detto qualcosa considerato discutibile o offensivo, in forma di protesta e boicottaggio, venendo rimosso dai cataloghi o, nel caso di opere, semplicemente subendo delle modifiche.

### La caratterizzazionesocial
Sono state sollevate delle critiche sui limiti dei social media, e in particolare di Twitter, nel condurre delle campagne di giustizia sociale. I social favoriscono lo scambio di commenti veloci, ma semplicistici e contraddittori, a svantaggio di un serio confronto sul tema. Il razzismo viene decontestualizzato e depoliticizzato; mentre la fruizione del social verte in favore di una condivisione edonistica e narcisistica della propria morale.

## Il dibattito sul passato

### Rapporto con la storiografia
Spesso viene detto che la cultura della cancellazione si manifesterebbe verso opere d'ingegno del passato, come libri e film, sentite portatrici di valori deprecati e talvolta offensivi, togliendole dal contesto in cui sono state ambientate o scritte, oppure verso personaggi famosi (tra cui William Shakespeare, Winston Churchill o Andrew Jackson), la cui opera è riproposta in modo meno elogiativo rispetto al canone classico.
In questi casi destano sconcerto i casi effettivi di censura o di cancellazione di memorie del passato, mentre le posizioni storiografiche che si limitano a propiziare un processo di revisionismo (storico, ideologico, ecc.), sia pure con tesi più o meno autorevoli, non fuoriescono dall'ambito della legittima funzione della critica.
Anche le diverse scienze umane su cui l'operazione impatta hanno il loro valore: mentre il diverso giudizio estetico delle epoche successive a quella in cui l'opera fu prodotta ha un peso nella critica letteraria, il presentismo appare un vero e proprio paralogismo, che viola la natura avalutativa delle scienze sociali in quanto costituisce un “pregiudizio a favore del presente o degli atteggiamenti dell’oggi, specialmente nell’interpretazione della storia”.

### Rapporto con la letteratura
Questo ostracismo negli Stati Uniti ha colpito alcuni scrittori famosi come Mark Twain, Ernest Hemingway, Toni Morrison, Margaret Atwood, Salinger, Harper Lee, William Faulkner, ma anche Fëdor Dostoevskij, John Steinbeck, Omero, Philip Roth e il suo biografo, Blake Bailey.
Uno dei casi più dibattuti, soprattutto come esempio di cancel culture tentata ma non andata a segno, riguarda l'autrice della famosa saga di "Harry Potter", J.K. Rowling, violentemente attaccata per le sue posizioni sui transessuali. La Rowling ha strenuamente ribattuto ai propri detrattori, ribadendo le sue posizioni e non arretrando né porgendo le scuse richieste. I tentativi di provocarne il tracollo economico da parte degli attivisti sono poi andati tutti a vuoto, e la Rowling è rimasta saldamente in cima alle classifiche coi suoi lavori.

## Inquadramento giuridico
Nella dottrina giuridica italiana si è sostenuto che «il diritto all'informazione, riflesso passivo della libertà di manifestazione del proprio pensiero, rischia di essere limitato ove un movimento di cancellazione porti ed eliminare o boicottare opinioni, personaggi o fatti storici non in linea con le idee e la sensibilità della maggioranza o comunque di un gruppo influente. Il diritto all'informazione dovrebbe invece essere completo, integrale e tenere conto anche degli elementi più “scomodi” e delle opinioni della minoranza (anche se il concetto di cancel culture non è necessariamente legato ad una idea di repressione di una “minoranza”). L'individuo deve pertanto avere la possibilità di conoscere anche i fatti storici più sgradevoli, così come le opinioni dissonanti, senza che vi sia qualcun altro in grado di decidere aprioristicamente per lui. In un contesto nel quale, invece, le opinioni venissero integralmente omologate a quelle della maggioranza o di un gruppo comunque dominante, ovvero fatti ed elementi storici ritenuti sgradevoli venissero cancellati, la conseguenza sarebbe una chiara lesione o, quantomeno, un impoverimento del dibattito democratico e del progresso anche sociale che da questo deriva».
Tale opinione appare conforme all'orientamento espresso dalla Corte Costituzionale con la sentenza 155/2002: «Il diritto all'informazione garantito dall'art. 21 Cost. deve essere caratterizzato sia dal pluralismo delle fonti cui attingere conoscenze e notizie così da porre il cittadino in condizione di compiere le proprie valutazioni avendo presenti punti di vista e orientamenti culturali e politici differenti sia dall'obiettività e dall'imparzialità dei dati forniti, sia infine dalla completezza, dalla correttezza e dalla continuità dell'attività di informazione erogata .[...] È in questa prospettiva di necessaria democraticità del processo continuo di informazione e formazione dell'opinione pubblica, che occorre dunque valutare la congruità del bilanciamento tra principi ed interessi diversi».
In sede di diritto positivo, si segnala la modifica dell'articolo 4 comma 1 del decreto legislativo n. 208/2021, recante il testo unico dei servizi di media audiovisivi, contenuta nel decreto legislativo 25 marzo 2024, n. 50: esso aggiunge tra i principi generali del sistema dei servizi di media audiovisivi e della radiofonia a garanzia degli utenti e in materia di servizi di media in ambito locale - una lettera h) secondo cui - ferma restando la libertà di espressione - va contrastata la tendenza contemporanea di
distruggere o comunque ridimensionare gli elementi o simboli della storia e della tradizione della Nazione (cancel culture)".